# London Fire Brigade
La London Fire Brigade (LFB) traducido al español como Brigada de Fuego de Londres es la brigada de servicios de bomberos y rescate para la ciudad capital de Inglaterra, Londres. Fue formada por el Ex-Cuerpo de Bomberos Metropolitanos en 1865 bajo la dirección del entonces Superintendente Eyre Massey Shaw. Hoy con cerca de 7000 empleados es el servicio de bomberos más grande que existe en el Reino Unido y el tercero más grande en el mundo (después de el Departamento de Bomberos de Tokio y Departamento de Bomberos de Nueva York).
Entre 2010 y 2011, la LFB manejó 212 657 llamadas de emergencia 999. De las llamadas que se movilizaron para, 27 563 fueron incendios, entre ellos 13 367 que eran de carácter grave, por lo que es uno de los servicios de bomberos más activos del mundo. En el mismo período, recibió 5241 llamadas de falsa alarma, el número más alto de cualquier servicio de bomberos del Reino Unido, pero se movilizaron cuadrillas a solo 2248 de ellos.
Además de la lucha contra incendios, la Brigada de Londres también responde a las colisiones de tráfico, inundaciones, gente atrapada en elevadores, y otros incidentes como los que involucran materiales peligrosos, así como los principales accidentes de transporte.
También lleva a cabo la planificación de emergencia y realiza de seguridad contra incendios inspecciones y la educación. No proporciona una ambulancia del servicio ya que esta función es realizada por el Servicio de Ambulancias de Londres, sin embargo todos los todos los miembro de la brigada están entrenados en primeros auxilios y todos sus carros de bomberos llevan equipo de primeros auxilios, incluyendo resucitadores básicos.

## Historia

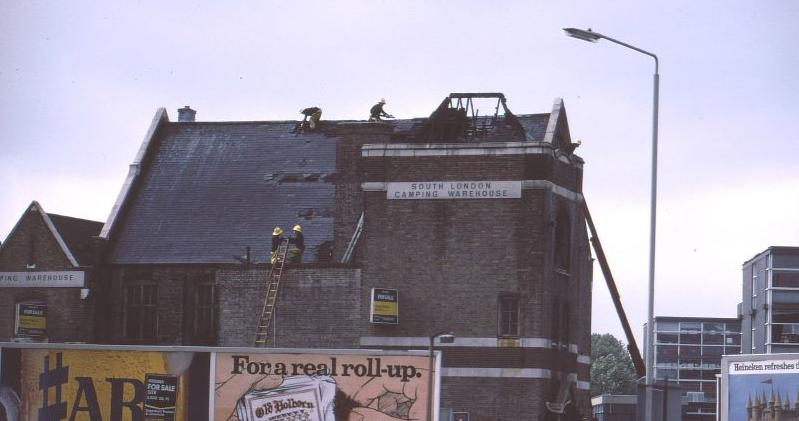
Bomberos de la LFB en una bodega del sur de Londres en 1980.

Tras una multitud de acuerdos de extinción de incendios y el Gran Incendio de Londres, varias compañías de seguros establecieron unidades de bomberos para combatir los incendios que se produjeron en los edificios que sus respectivas empresas aseguradas. Como las demandas crecieron en las unidades de bomberos primitivos comenzaron a cooperar unos con otros hasta que el 1 de enero de 1833 el London Fire Engine Establishment se formó bajo la dirección de James Braidwood. Con 80 bomberos y 13 estaciones de bomberos, la unidad era todavía una empresa privada, financiada por las compañías de seguros y, como tal, era responsable principalmente para salvar los bienes materiales del fuego.
Varios incendios grandes, sobre todo el de el Palacio de Westminster en 1834 y algunos almacenes en Tooley Street en el año de 1861, estimularon a las compañías de seguros para presionar al gobierno británico para proporcionar la brigada a cargo y la gestión pública. Tras la debida consideración, en 1865 se aprobó la Ley de Cuerpo de Bomberos Metropolitanos, la creación del Metropolitan Fire Brigade, bajo la dirección de Eyre Massey Shaw. 
En 1904 la brigada fue renombrada como se conoce actualmente, La Brigada de Bomberos de Londres (London Fire Brigade).  La LFB se trasladó a una nueva sede construida por Higgs y Hill en el Albert Embankment en Lambeth en 1937, donde permaneció hasta 2007. 

Los Bomberos de la LFB fueron a una bodega del sur de Londres después de un gran incendio en 1980. Durante la Segunda Guerra Mundial, el cuerpo de bomberos se fusionó en un solo Servicio Nacional de Bomberos . Con la formación del Gran Londres en 1965, este absorbe la mayor parte de la Brigada de Bomberos de Middlesex, las brigadas borough para West Ham , East Ham y Croydon y partes de  Essex , Hertfordshire , Surrey y Kent.
En 2007 la LFB cerro su sede en Lambeth y se trasladó a un sitio en Southwark. En el mismo año, el Departamento de Comunidades y Gobierno Local anunció que Ken Knight había sido nombrado como el primer Jefe de Bomberos y Rescate Asesor para el gobierno británico.  Knight fue sucedido como Comisionado LFB en ese momento por Ron Dobson .
- Datos: Q3091309
- Multimedia: London Fire Brigade / Q3091309